# Euphonia violacea
L'eufonia violacea od organista violaceo (Euphonia violacea (Linnaeus, 1758)) è un uccello passeriforme della famiglia dei Fringillidi.

## Etimologia
Il nome scientifico della specie, violacea, è un chiaro riferimento alla livrea dei maschi: il suo nome comune altro non è che una traduzione di quello scientifico.

## Descrizione

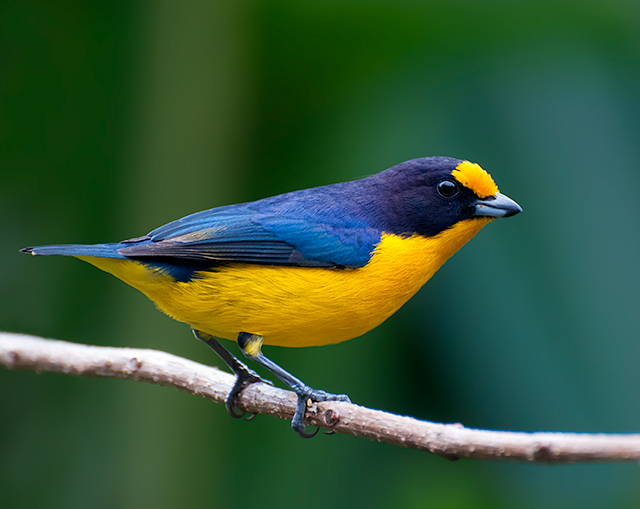
Maschio in Brasile.

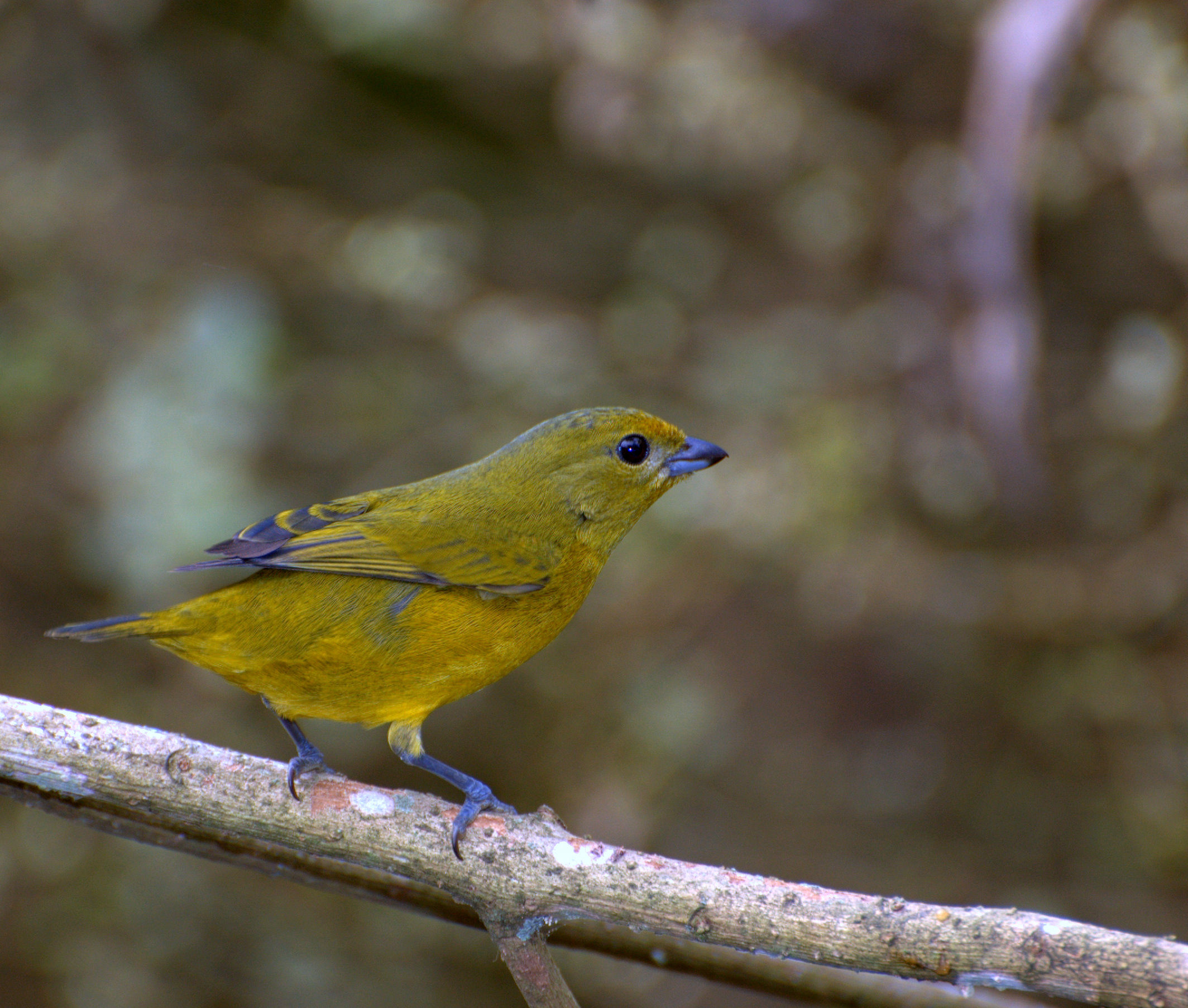
Femmina in natura.

### Dimensioni
Misura 10 cm di lunghezza, per 12,5-17 g di peso.

### Aspetto
Si tratta di un uccelletto dall'aspetto robusto, munito di testa arrotondata, becco corto e conico, ali appuntite e coda squadrata.
Il piumaggio presenta netto dimorfismo sessuale: nei maschi, infatti, la livrea si presenta di colore nero-bluastro su testa (vertice, nuca, lati del becco, guance, sopracciglio e collo), dorso, ali e coda, mentre la fronte e l'area ventrale (gola, petto, ventre e sottocoda) è di colore giallo oro, con tendenza a schiarirsi nel giallo-biancastro sul sottocoda. La colorazione nera dorsale mostra evidenti riflessi metallici violetti specialmente nella zona cefalica e sul dorso, i quali fruttano alla specie sia il nome comune che il nome scientifico.

Le femmine, invece, mancano completamente del nero dorsale ed anche il lipocromo giallo è molto limitato: il loro piumaggio si presenta in prevalenza di colore bruno, con decise sfumature di color verde-oliva nell'area dorsale (particolarmente evidenti su dorso e ali, le quali presentano remiganti primarie nerastre, stesso colore delle rettrici caudali) e sfumature di colore aranciato nell'area facciale e ventrale (in particolar modo su fianchi e basso ventre), laddove nei maschi è presente il dorato. In ambedue i sessi becco e zampe sono di colore nerastro, mentre gli occhi sono di colore bruno scuro.

## Biologia

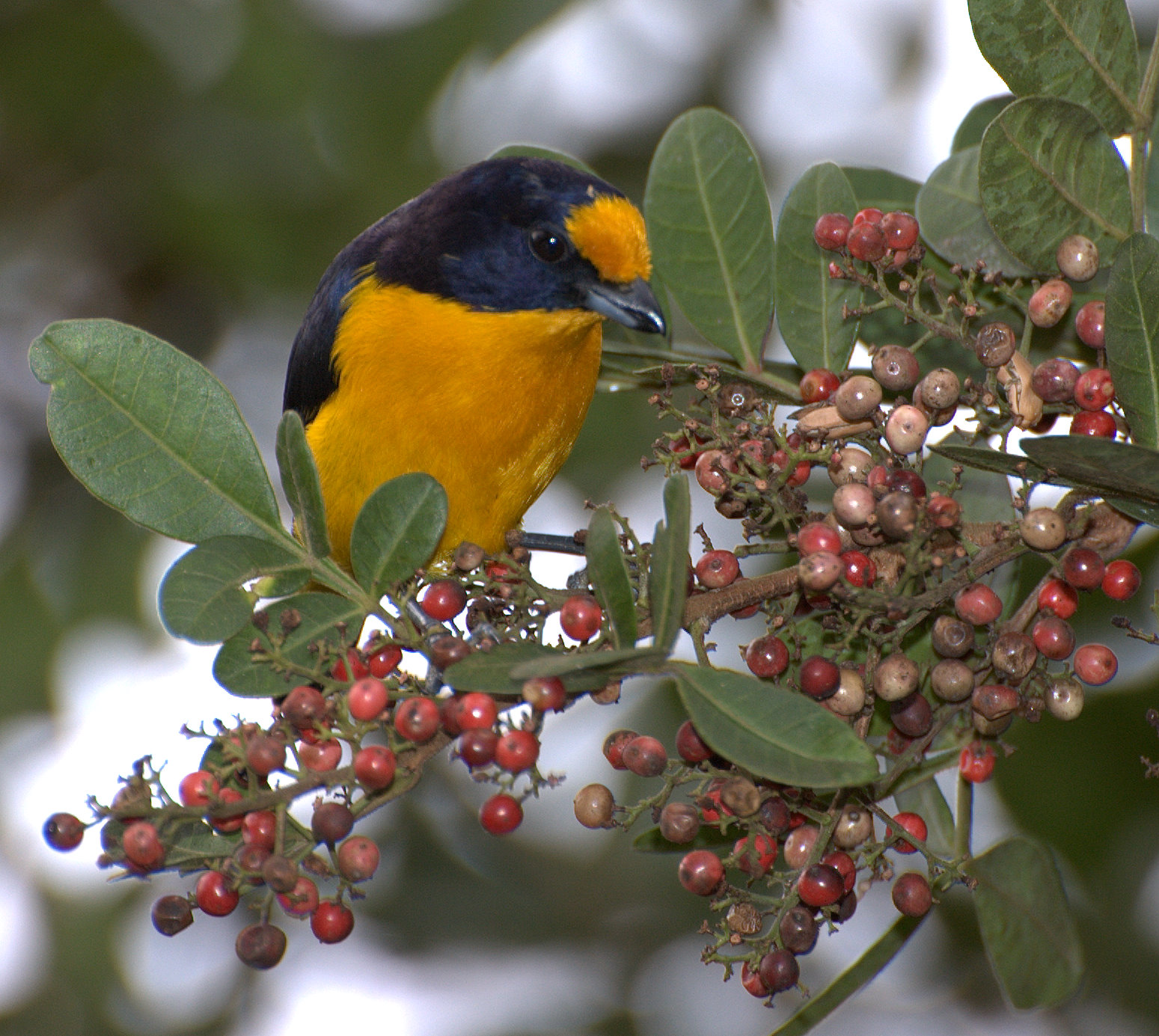
Maschio si nutre in natura.

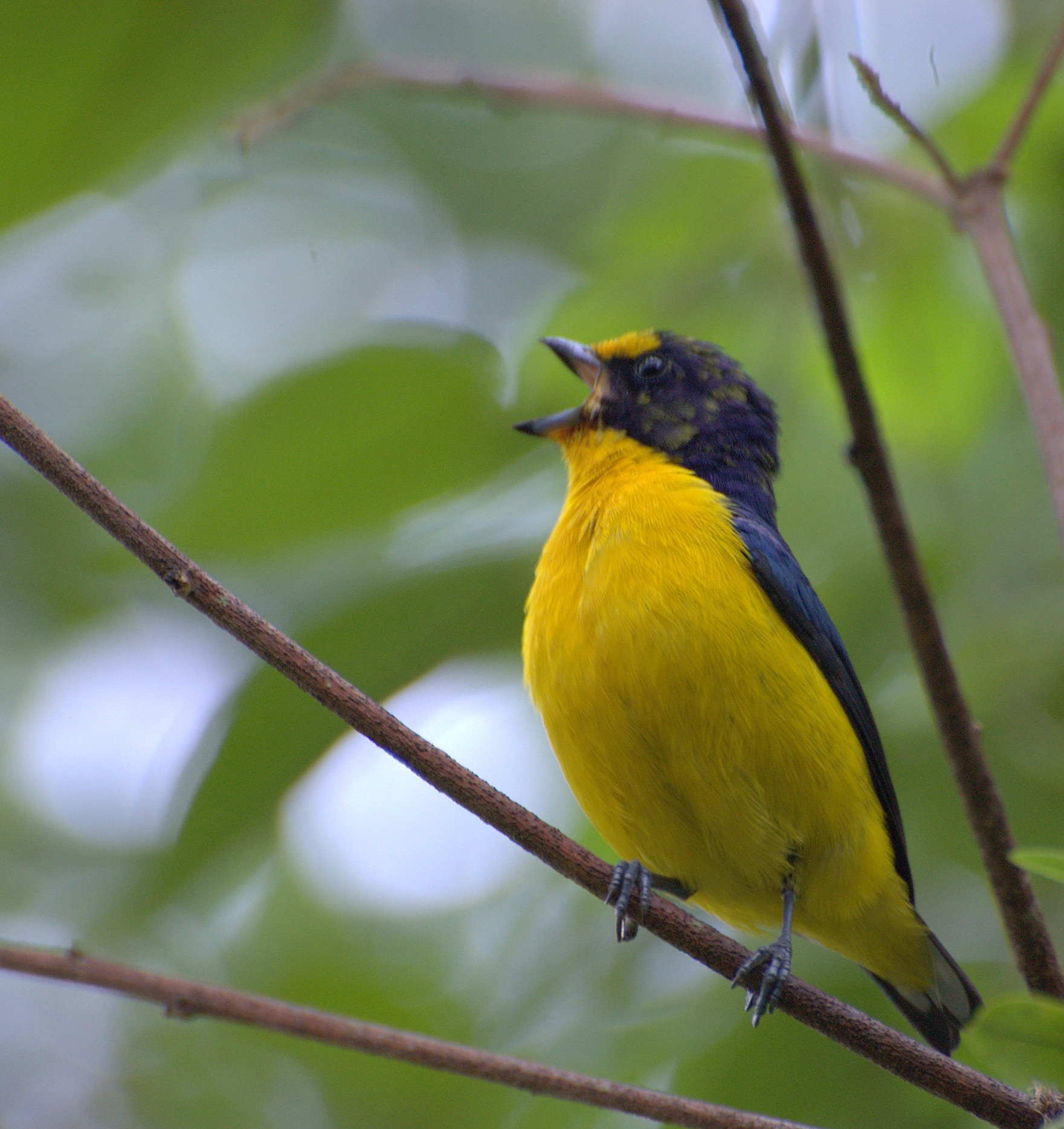
Maschio canta nello stato di San Paolo.

Le eufonie violacee sono uccelli dalle abitudini di vita essenzialmente diurne, che passano la maggior parte della giornata alla ricerca di cibo fra la vegetazione cespugliosa o arborea, salvo poi far ritorno al calar del sole verso posatoi riparati dove trascorrere la notte al riparo da eventuali predatori: questi uccelli tendono a muoversi da soli o in coppie, ma possono essere osservati anche in piccoli gruppetti familiari di 3-5 esemplari.

I vari esemplari comunicano fra loro mediante richiami metallici: queste eufonie, tuttavia, mostrano buone doti canore, incorporando nelle proprie esibizioni anche richiami di altre specie di uccelli.

### Alimentazione

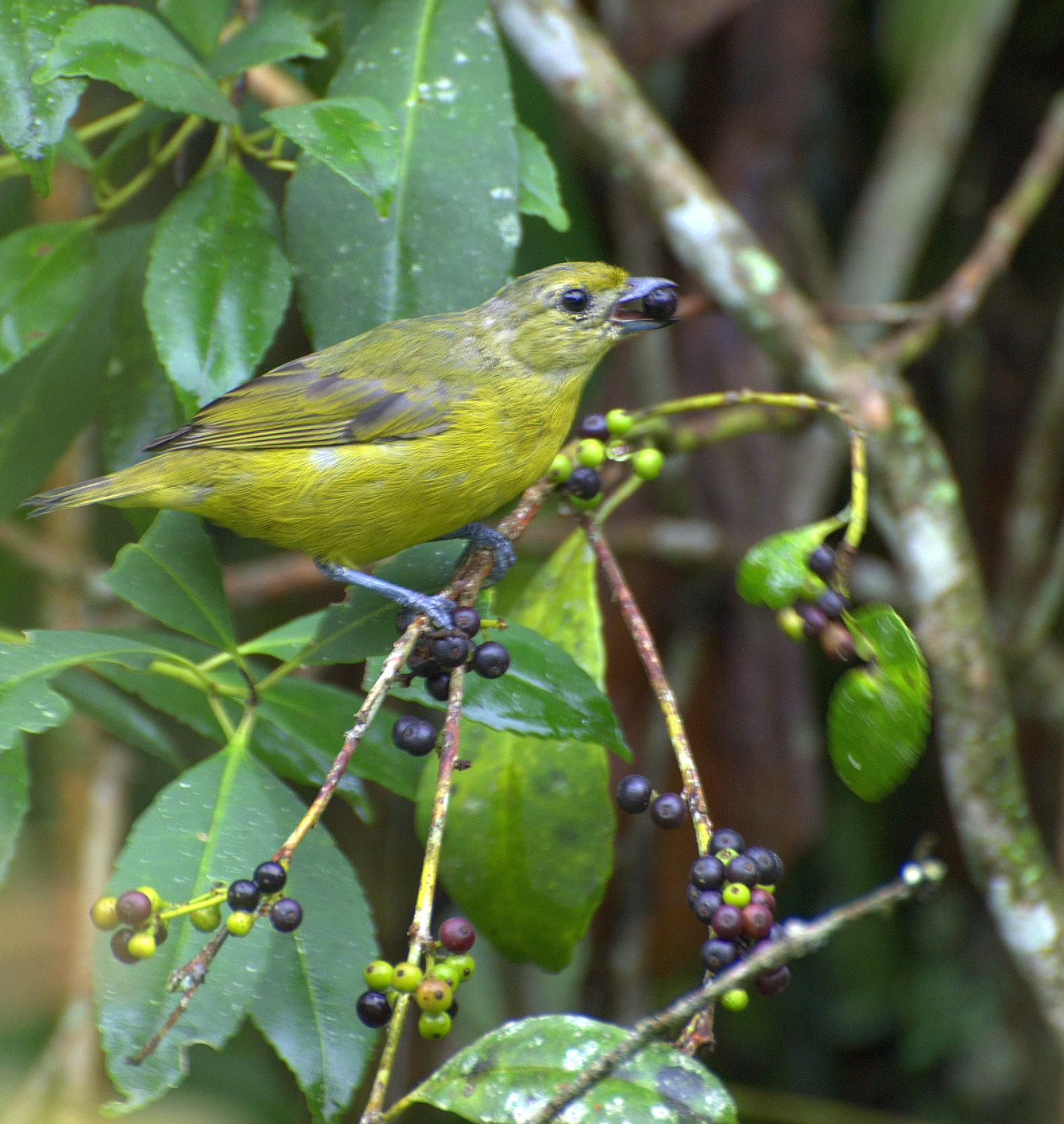
Femmina si nutre di bacche.

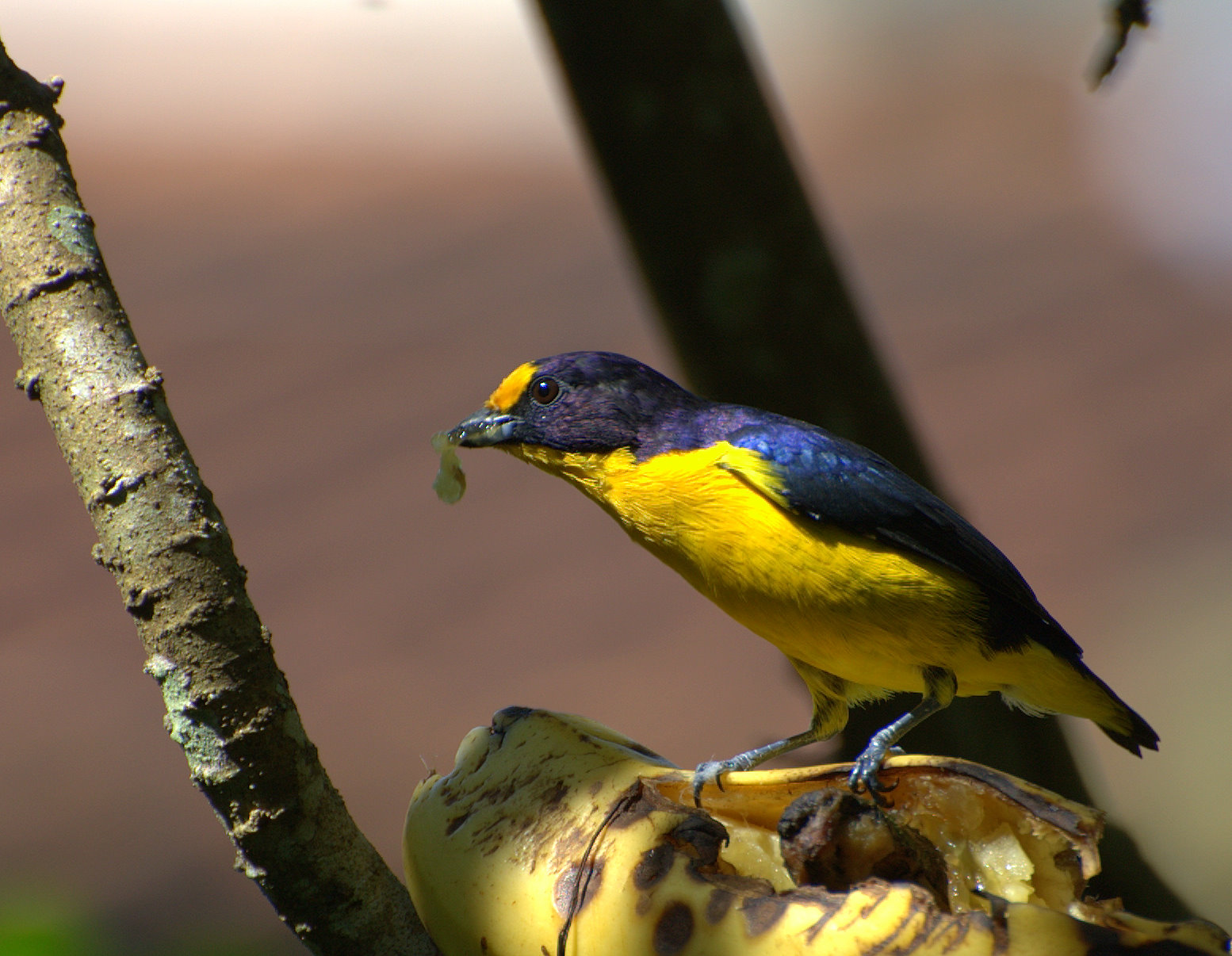
Maschio si ciba di una banana.

La dieta dell'eufonia violacea è in massima parte frugivora, componendosi soprattutto di bacche di Loranthaceae: essa comprende tuttavia anche frutta e bacche provenienti da altre piante. Questi uccelli esibiscono inoltre dieta parzialmente nettarivora, essendo stati osservati suggere nettare da piante di Psittacanthus e Allophyllus edulis.

Sporadicamente, infine, le eufonie violacee possono nutrirsi anche di insetti ed altri piccoli invertebrati, rinvenuti casualmente durante la ricerca di cibo vegetale.

### Riproduzione

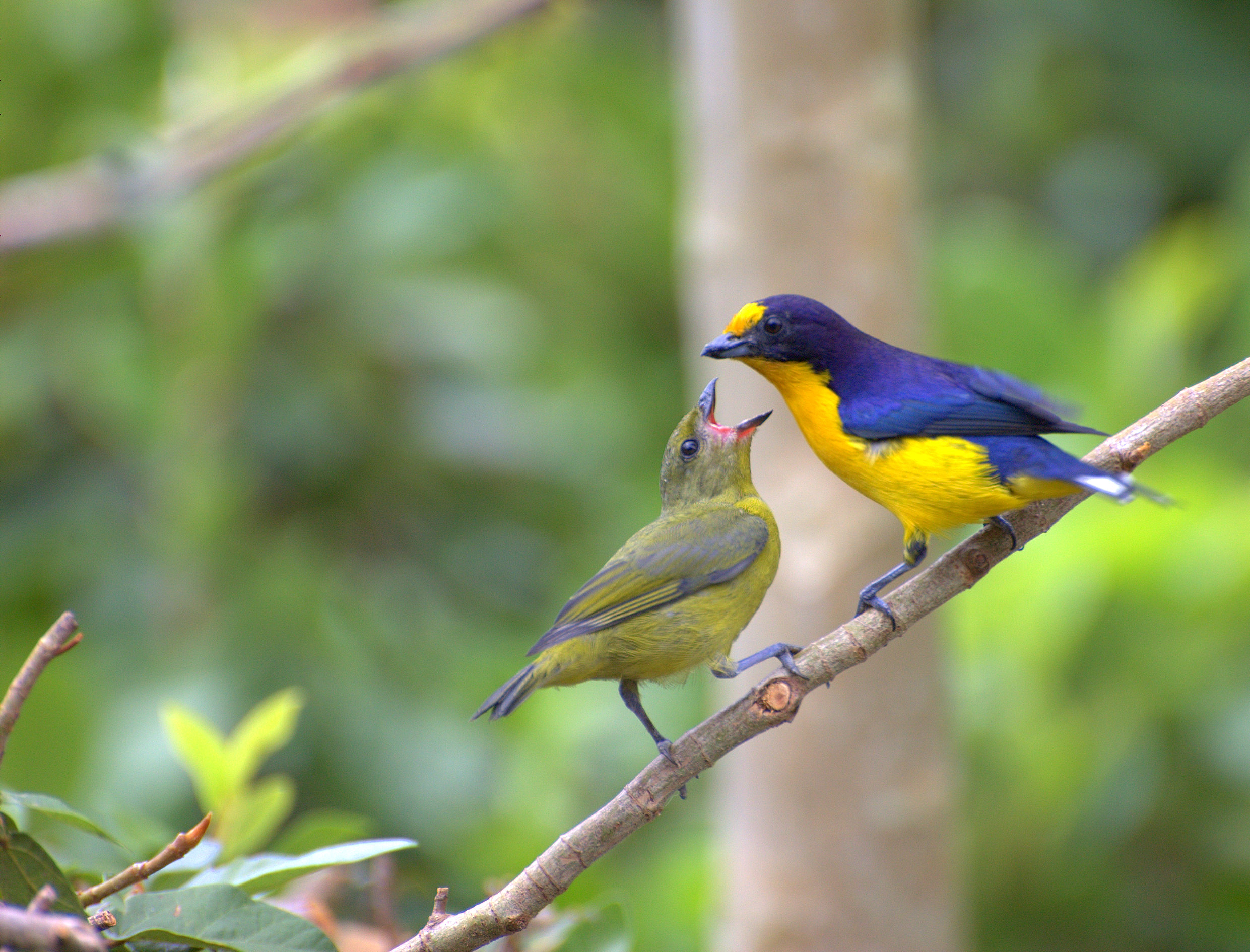
Femmina chiede l'imbeccata al maschio.

Si tratta di uccelli monogami, la cui estensione della stagione riproduttiva varia a seconda della porzione dell'areale presa in considerazione: ad esempio, gli esemplari brasiliani tendono a mostrare picchi riproduttivi in ottobre, mentre le popolazioni surinamensi mostrano periodo degli amori fra novembre ed aprile e quelle trinidadiane si riproducono fra gennaio ed agosto, con picchi fra maggio e luglio.

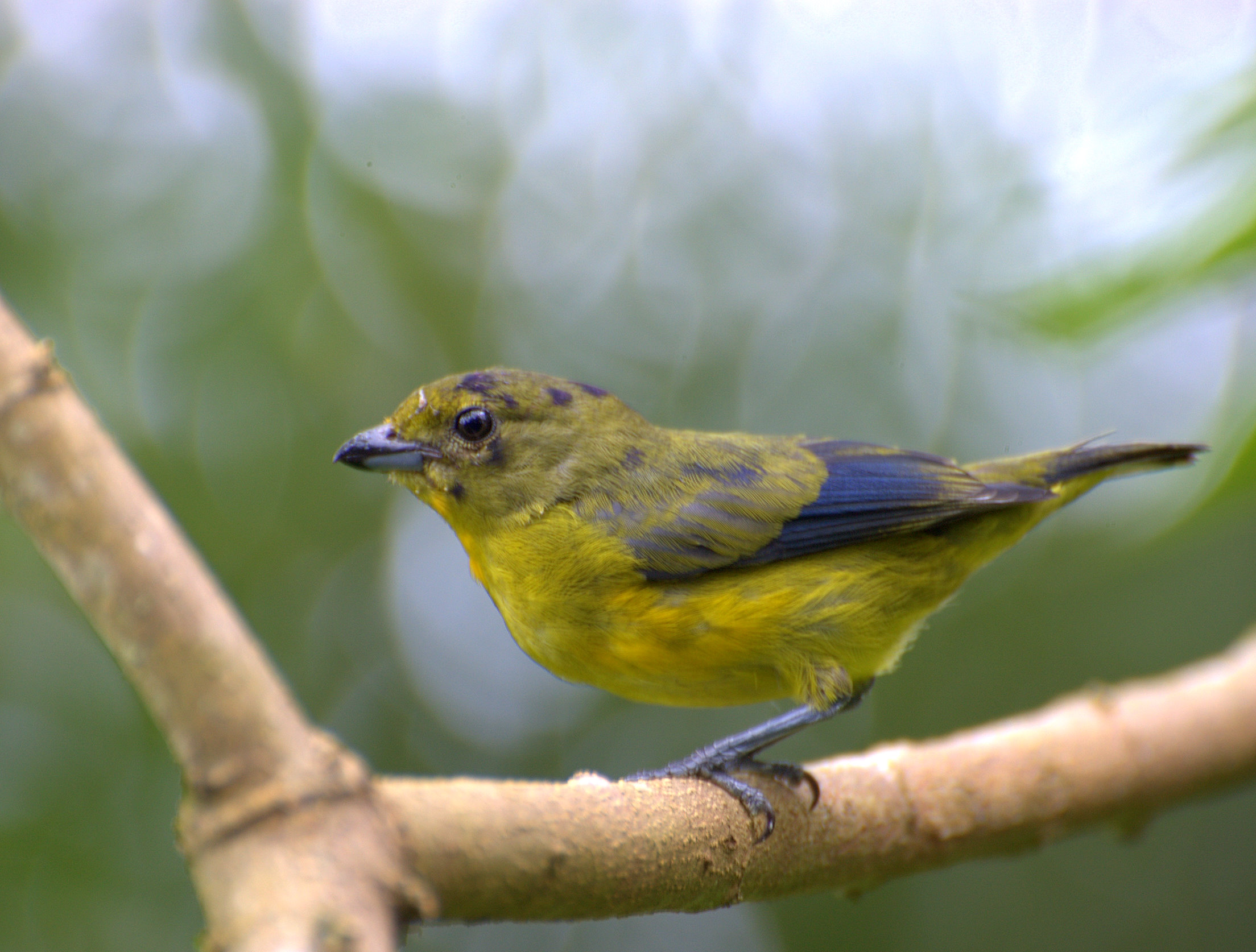
Giovane maschio in voliera.

Il nido viene costruito da ambedue i partner nel folto della vegetazione arborea: esso presenta forma globosa con camera di cova interna foderata da materiale soffice (piumino, crini, muschio) e parte esterna composta da rametti, fibre vegetali e licheni intrecciati. Al suo interno, la femmina depone 2-5 uova biancastre con rada maculatura bruno-rossiccia, che essa provvede a covare da sola per circa due settimane, mentre il maschio staziona nei pressi del nido occupandosi di tenere a bada i dintorni e di reperire il cibo per sé e per la consorte.

I pulli, alla schiusa, sono ciechi ed implumi: essi vengono accuditi e nutriti da ambedue i genitori, ed in tal modo divengono in grado d'involarsi attorno alle tre settimane dalla schiusa, continuando però a rimanere nei pressi del nido ed a seguire i genitori durante i loro spostamenti (continuando a chiedere loro, sebbene più sporadicamente, l'imbeccata) almeno per un'altra decina di giorni, prima di allontanarsi definitivamente e disperdersi.

## Distribuzione e habitat

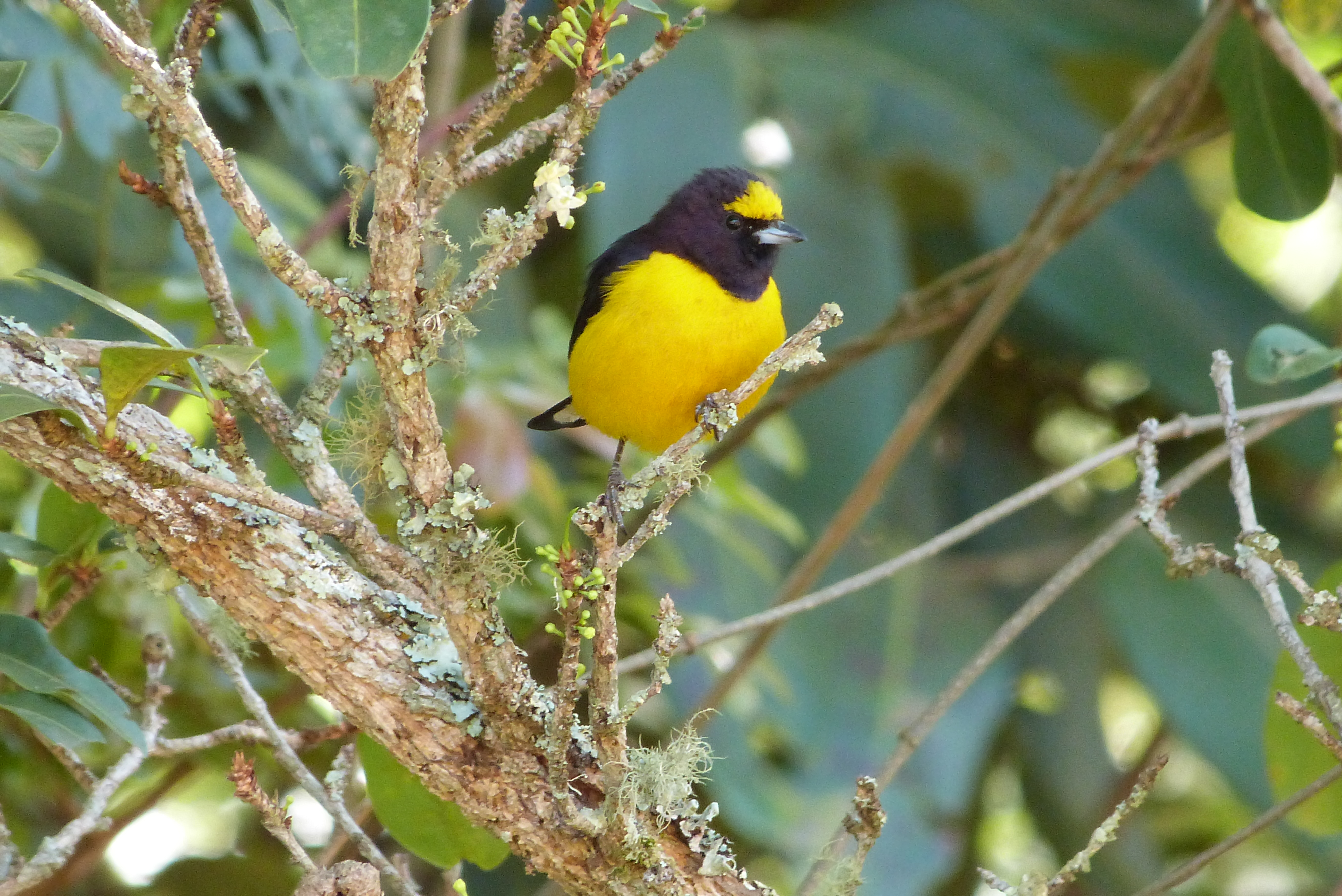
Maschio a Entre Rios de Minas.

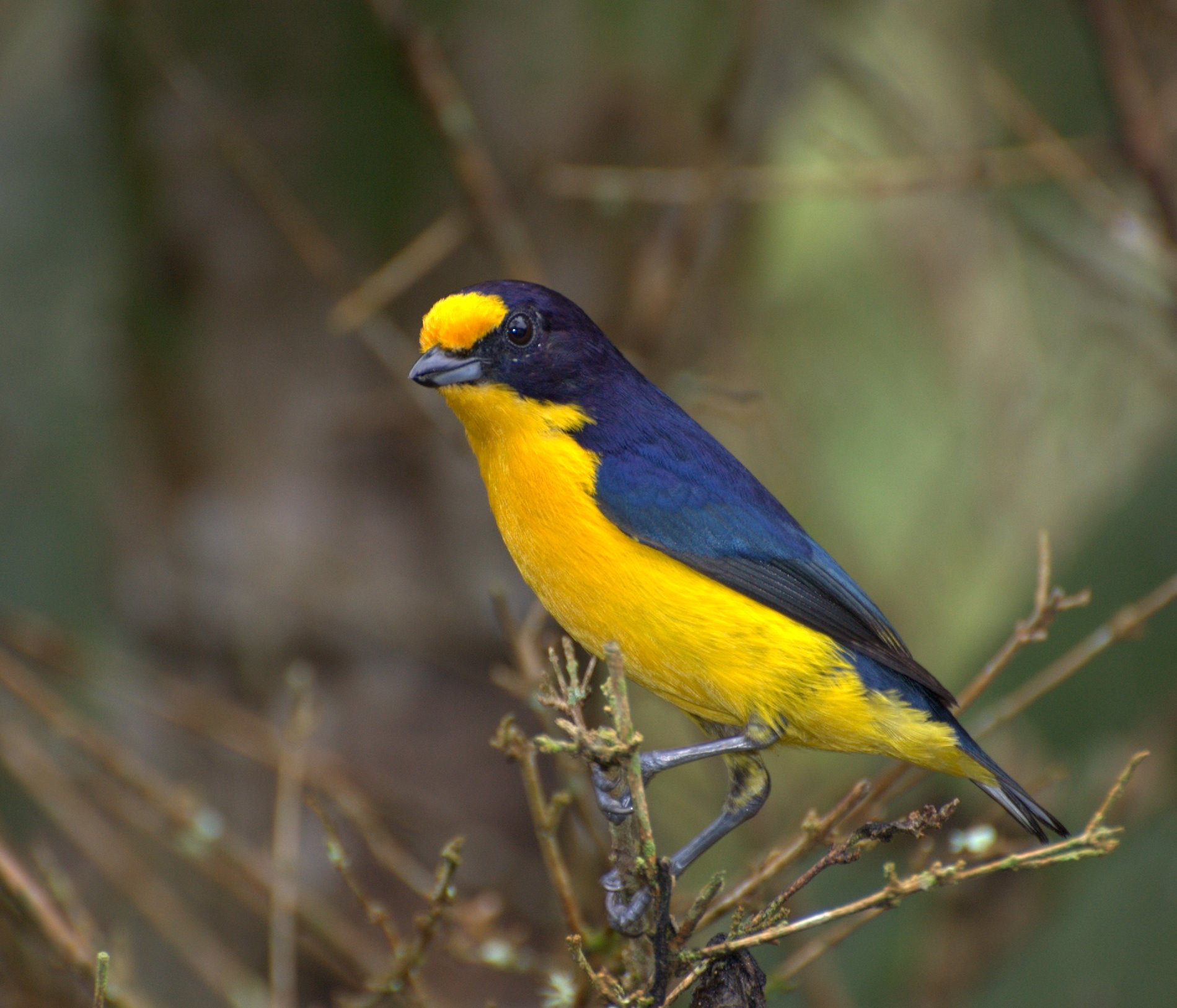
Maschio a Registro.

L'eufonia violacea occupa un areale piuttosto vasto, che abbraccia gran parte del Sudamerica nord-orientale, andando dal Venezuela nord-orientale e dall'isola di Trinidad alla regione Sud del Brasile, attraverso il massiccio della Guyana e tutta la fascia costiera orientale brasiliana (mentre manca dal Sertão) e lambendo anche le estremità orientali di Colombia, Paraguay e Argentina settentrionale.
L'habitat di questi uccelli è rappresentato dalle aree di foresta umida, sia primaria che secondaria, spingendosi anche nei campi di taglio e nelle radure con presenza di macchie alberate: questi uccelli si dimostrano inoltre piuttosto poco disturbati dalla presenza umana, andando a colonizzare anche piantagioni (soprattutto frutteti), parchi e giardini alberati.

## Tassonomia
Se ne riconoscono tre sottospecie:
- Euphonia violacea violacea (Linnaeus, 1758) - la sottospecie nominale, diffusa sul massiccio della Guyana e nel Brasile settentrionale (a nord del Rio delle Amazzoni ad est del Nhamundá, a sud del fiume fra il rio Madeira e il Maranhão);
- Euphonia violacea rodwayi (Penard, 1919) - diffusa nel Venezuela orientale e a Trinidad;
- Euphonia violacea aurantiicollis Bertoni, 1901 - diffusa in Brasile centro-orientale (ad est della linea che va dal Piauí al Rio Grande do Sul), oltre che nel Paraguay orientale e nella provincia di Misiones.

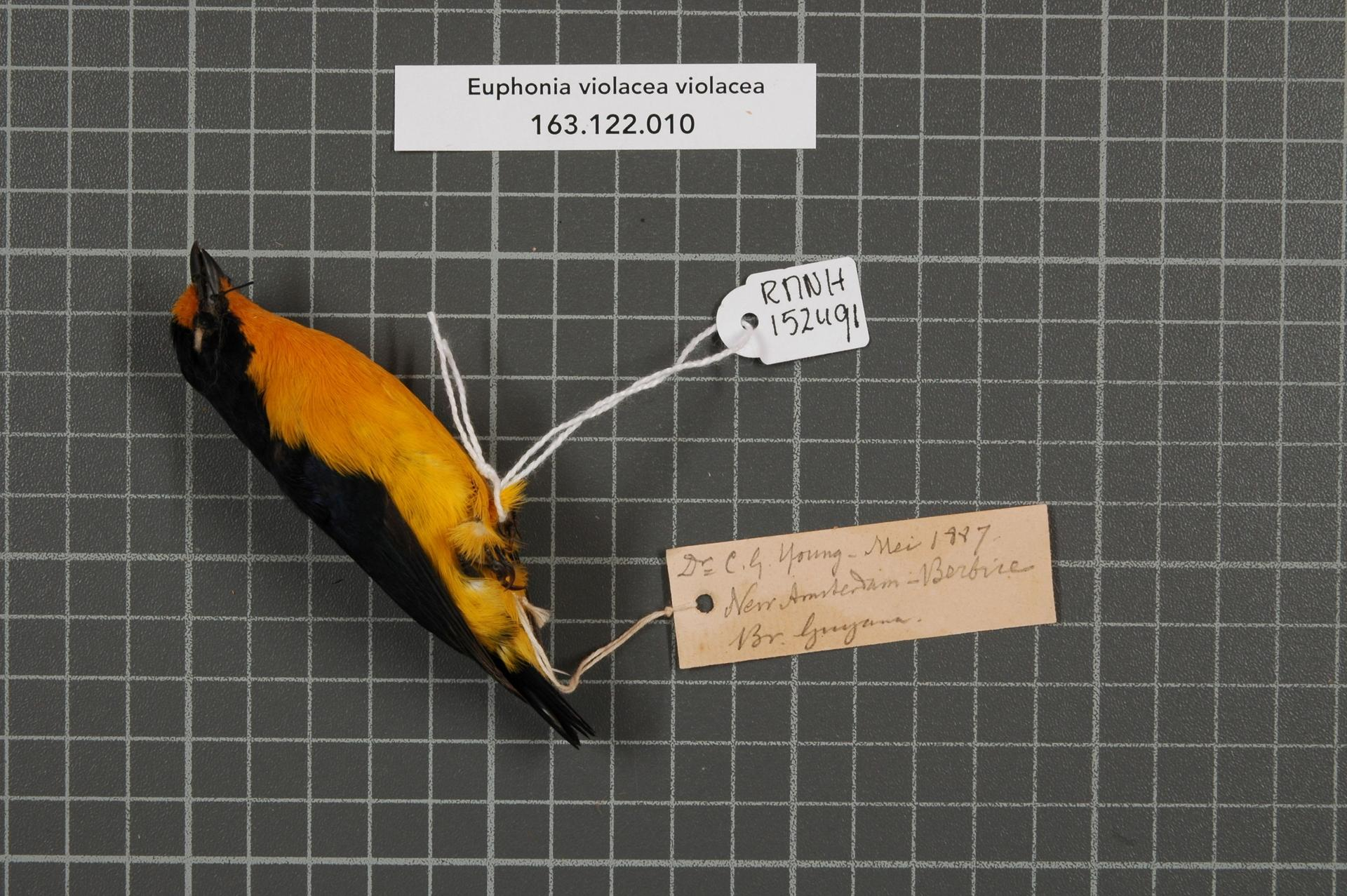
Maschio impagliato della sottospecie nominale.
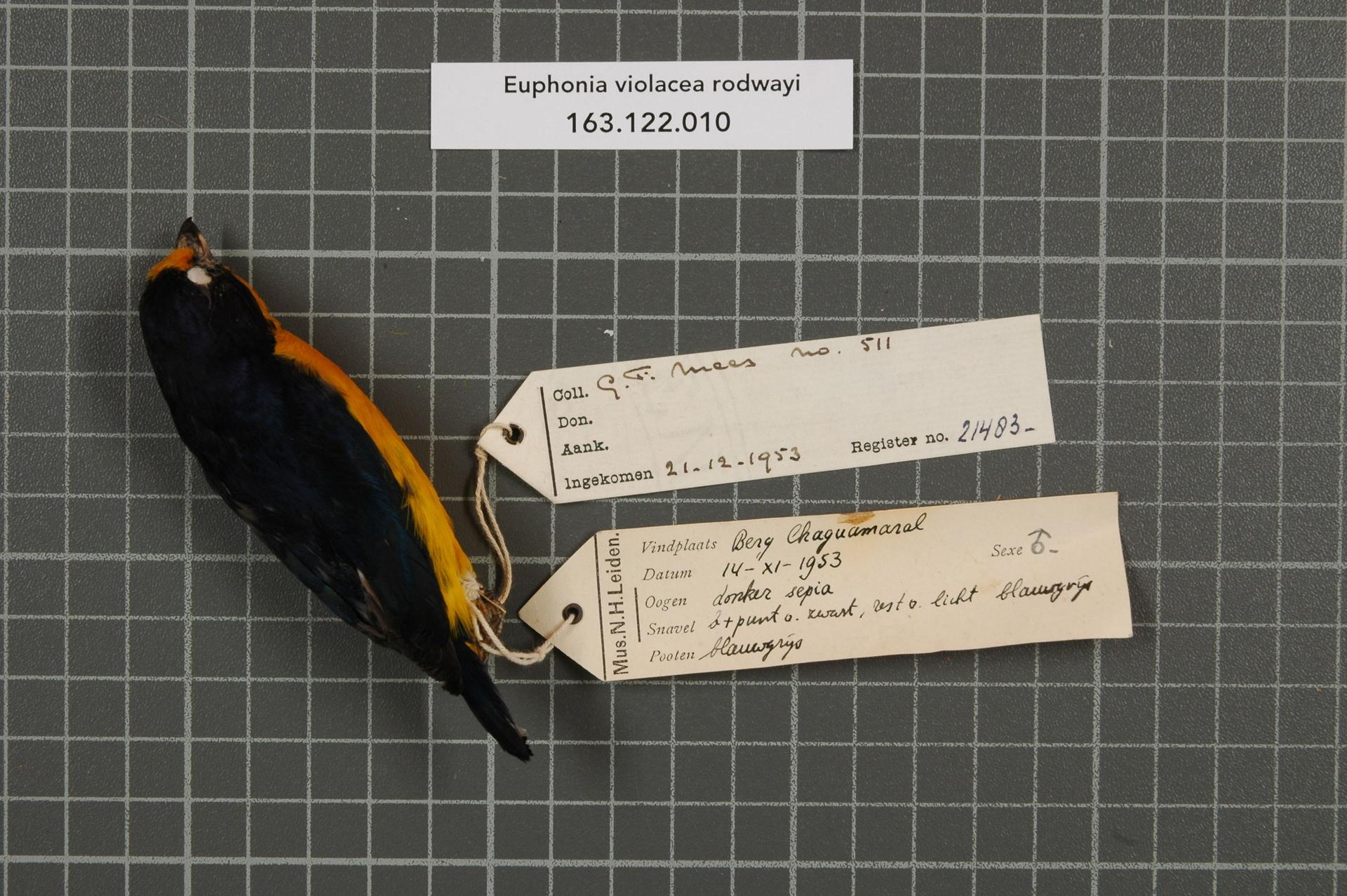
Maschio impagliato della sottospecie rodwayi.
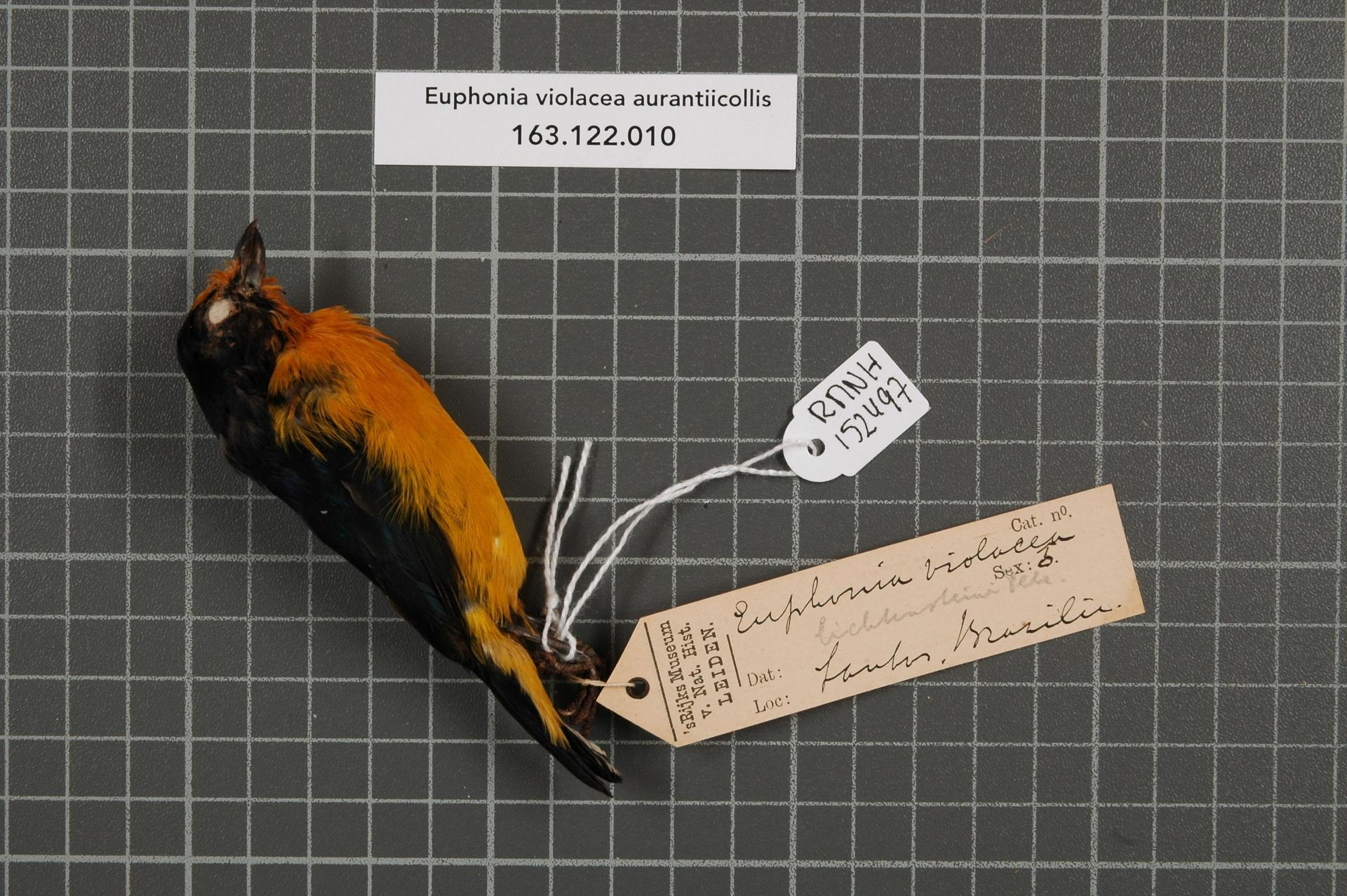
Maschio impagliato della sottospecie aurantiicollis.

Le tre sottospecie si mostrano piuttosto poco differenziate fra loro, al punto che alcuni autori proporrebbero l'accorpamento della sottospecie ridgwayi alla nominale.